# Apollo Group
Apollo Group, Inc. é uma empresa americana sediada na área de South Phoenix area em Phoenix, Arizona. Apollo Group, Inc., detém, através das suas subsidiárias, diversas instituições de ensino com fins lucrativos.